# Lima, Mexiko
Lima är en ort i Mexiko.   Den ligger i kommunen San Miguel Mixtepec och delstaten Oaxaca, i den sydöstra delen av landet, 400 km sydost om huvudstaden Mexico City. Lima ligger 1 861 meter över havet och antalet invånare är 370.
Terrängen runt Lima är bergig. Runt Lima är det ganska tätbefolkat, med 67 invånare per kvadratkilometer. Närmaste större samhälle är Zimatlán de Álvarez, 18,7 km nordost om Lima. I omgivningarna runt Lima växer huvudsakligen savannskog.